# Mušan Topalović
Mušan "Caco" Topalović (1957 – 26. oktober 1993) var en bosnisk muslimsk krigsherre og gangster. Caco var før borgerkrigen sanger i en natklub og involveret i forskellige kriminelle aktiviteter. 
Fra 1990 forstærkede han sine bånd til forskellige prominente politiske og militære personligheder, heriblandt præsident Alija Izetbegovićs søn, Bakir. 
Da krigen i Bosnien-Hercegovina brød ud, dannede Caco i tumulten den 10. Bjergbrigade, som han blev chef for. Brigaden medvirkede til forsvaret af Sarajevo mod de bosniske serbere. Flere af de områder, som var under hans kontrol, led under hans gangsteraktiviteter – det gjaldt også civile heriblandt både bosniakkere, bosniske serbere og kroatere. Unge, såvel som gamle blev tvunget af Cacos soldater til at lade sig hverve. Personer, der modsatte sig Caco, blev tvunget i frontlinjerne til at grave skyttegrave og bygge bunkere – hvis de var heldige. Samtidig var Caco og hans folk dybt involveret i sortbørsaktiviteter.
Fra et rent militært perspektiv er der ingen tvivl om, at Caco og den 10. bjergbrigade var et aktiv i at holde de bosniske serbere skansen. Omvendt havde Caco med stor sandsynlighed siddet i Haag i dag, hvis han havde været i live. Drab og henrettelser af især bosnisk serbisk civile var udbredt i de kontrollerede områder (især Trebević). Flere bosniske serbere, der kæmpede i Cacos brigade blev plukket ud og skudt eller knivdræbt. Andre inklusive bosniakker, som Caco mistænkte for ikke at støtte ham fuldt ud, led samme skæbne. Vidner har samtidig i retten bekræftet at civile også blev myrdet, alene fordi de ikke var muslimer (Bosniakker). Mange af disse blev frem til 1993 smidt i Kazani-sprækken på Trebević-bjerget.

## Operation Trebević
Til sidst blev presset for stort på Izetbegovic-regeringen, der ellers ikke havde foretaget sig det store for at få arresteret de skyldige. Folk på højeste militære og politiske plan var velvidende om massedrabene.
ARBiH, den bosniske regeringshær, iværksatte operation Trebević (II Trebević), der i oktober 1993 sammen med politiet skulle arrestere Caco og hans nærmeste underordnede. Resultatet blev, at 18 mennesker blev dræbt, da det kom til skyderi mellem Caco og sikkerhedsstyrkerne. 9 politifolk, blev taget som gidsler og efterfølgende henrettet af Cacos mænd. 8 civile blev dræbt indtil Caco overgav sig. De efterfølgende begivenheder er uklare, men anonyme kilder fra sikkerhedsstyrkerne har oplyst, at Caco blev banket og skudt ihjel af kolleger til de dræbte politifolk.

## Begravelse
I løbet af natten til den 28. oktober 1993 blev Caco hemmeligt begravet med indskriften "NN". 
I 1996 efter pres fra veteranforeninger blev han den 2. december genbegravet på gravpladsen for soldater dræbt under krigen. Ca. 12.000 fulgte seancen, der blev udsendt live i bosnisk tv.

## Krigsforbrydelser og efterspil
Efter krigens afslutning i 1995 kom flere af Caco og den 10. bjergbrigades gerninger frem i lyset. Det viste sig, at den bosniske regering i 1993-1994 i al hemmelighed havde kørt retssager mod flere af hans underordnede, men at de fleste kørte frisag, og kun et fåtal blev dømt til fængsel – Det til trods for vidner og soldaters egne udsagn i retten om folk, der havde fået hovedet skåret af eller var blevet banket og brændt ihjel. Ud af 16 arresterede blev 14 dømt. Ud af de 14 blev 10 løsladt med det samme fra fængslet, mens 4 blev dømt til fængselsstraffe. Flere kun til få måneders fængsel. Senere fandt man og identificerede ligene af 29 personer, der var blevet kastet i Kazani-sprækken på Trebević-bjerget, i den sydøstlige del af Sarajevo. 2 hoveder fra mennesker blev også fundet. De politifolk, som var involveret med udredningen, mente der var rester af mange flere dræbte, men arbejdet blev stoppet fra højeste plan i den bosniske regering.
Izetbegović-regeringen og senere regeringers manglende ønske om at få presset en ordentlig retssag igennem har fået Haag til at vise interesse i forløbet.